# Targovishte (huyện)
Targovishte là một huyện thuộc tỉnh Targovishte, Bungaria. Dân số thời điểm năm 2001 là 60890 người.